# Décrottage de nez
 Mise en garde médicale

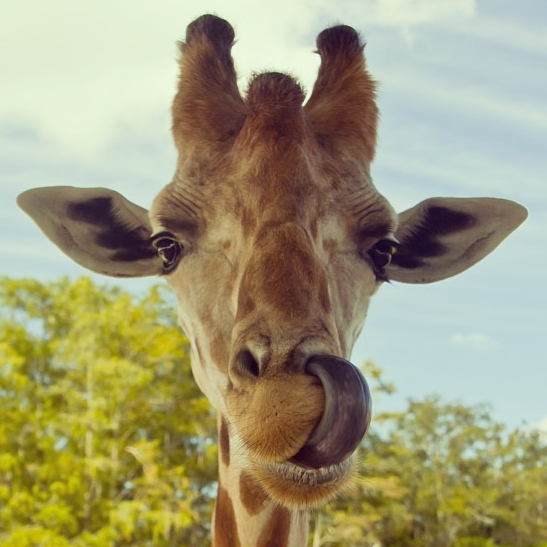
Un curage nasal animal.

Le curage de nez ou rhinotillexis est l'acte d'extraction de mucus nasal, généralement avec un doigt , qui implique éventuellement ensuite l'ingestion de la glaire ainsi recueillie (rhinotillexophagie ou mucophagie). Cet acte est condamné socialement dans la plupart des cultures[réf. nécessaire].
La fréquence excessive et un besoin incontrôlable de se curer le nez est appelé rhinotillexomanie, comportement excessif qui n'est pas reconnu comme un trouble obsessionnel compulsif.

## Risques médicaux
L'environnement du nez et les sécrétions séchées que l'on en extrait contiennent de nombreux micro-organismes. Lorsqu'une personne est contagieuse, en cas de rhume ou d'un quelconque virus, il est important de bien laver les mains ou tout objet ayant servi à cette opération. Dans le cas contraire, on risque de propager ces micro-organismes sur d'autres parties du corps ou à d'autres personnes,.

## Chez les animaux
Une étude publiée en 2022 par 6 chercheurs dans le Journal of Zoology indique que cette pratique ne se limite pas aux humains, et est aussi observée chez au moins douze espèces de primates.